# Provincia di Alto Amazonas
La provincia di Alto Amazonas è una provincia del Perù, situata nella regione di Loreto.

## Geografia antropica

### Suddivisioni amministrative
È divisa in sei distretti:
- Balsapuerto
- Jeberos
- Lagunas
- Santa Cruz
- Teniente César López Rojas
- Yurimaguas